# 我的女友要上天
《我的女友要上天》（英語：My Fairy Girl），2018年中国偶像剧。由张思帆、虞朗领衔主演，改編自《日酒见人心》，腾讯视频于2018年6月7日首播。 

## 播出时间
| 频道     | 所在地   | 播映日期     | 播出时间 | 备注 |
| -------- | -------- | ------------ | -------- | ---- |
| 腾讯视频 | 中国大陆 | 2018年6月7日 |          |      |

## 演员列表

### 主要演员
| 演員   | 角色   | 介紹 |
| 张思帆 | 高冷   | 仙谭男校的校园男神，小提琴演奏的天才，酒精过敏非常严重。由于童年时的心理阴影而极度没有安全感，不敢表达自己的感情。是罕见的“纯阳男”体质，与他结婚就可以化解千年怨气，帮助酒九九完成升仙任务。  |
| 虞朗   | 酒九九 | 埋藏在地下999年的女儿红酒精，想飞升成仙需要先和“纯阳男”结婚化解体内的千年怨气。为完成升仙任务，她与千年酒坛精谭坛坛化身为人，女扮男装混进仙谭男校，与校园男神高冷展开一场缠绵逗趣的人妖之恋。 |

### 其他演员
| 演員   | 角色     | 介紹 |
| 林昕阳 | 谭坛坛   | 与酒九九千年相伴的酒坛精。为帮助酒九九完成升仙任务，与酒九九一起进入仙潭男校上学。但是他期望酒九九能和他一起继续成仙，所以一直在暗中破坏酒九九高冷的恋情。                           |
| 魏小也 | 郝修修   | 仙潭女校学生，FFFF团长。性格直率单纯，脾气火爆，武力值极高。一直带领团员抵制与渣男恋爱 ，但遇到了女扮男装的酒九九之后却对“他”一见钟情，从此展开猛烈追求。                            |
| 姜山   | 马不凡   | 捉妖世家马家一脉单传的继承人，高冷和酒九九的同学。性格风趣幽默，行事离经叛道，从小就对父亲马天尼有很强的逆反心理。对捉妖毫无兴趣的他却在小提琴演奏上拥有极高的天赋，一心想献身艺术。 |
| 王野   | 元宝     | 元宝，助攻小能手，四大校草之一，篮球队长，是一个外表帅气，性格最活泼可爱，专业又好，是高冷的好兄弟。                                                                                 |
| 王术一 | 轩辕霸天 | 轩辕霸天，花美男，四大校草之一。 |
| 冯兵   | 张猛     | 马天尼手下的捉妖师。他精通各种法术，有一腔献身捉妖界的雄心壮志，为了捉妖不怕困难险阻，夜以继日地加班。但是这个“捉妖劳模”在试图收服酒九九时却总是阴差阳错、劳而无功。                 |
| 童静   | 何胜男   | |
| 籍翀   | 马天尼   | 马天尼，终极大boss，幕后最大的黑手。 |

## 电视原声带
| 曲序 | 曲目               | 演唱   |
| ---- | ------------------ | ------ |
| 1.   | 厮守（宣传曲）     | 童可可 |
| 2.   | 天生不凡（主题曲） | 张思帆 |
| 3.   | 我们都笨（片尾曲） | 曾一鸣 |
| 4.   | 周末局（插曲）     | 林昕陽 |
| 5.   | 又一次（插曲）     | 王野   |